# Félix Adriano
Félix Adriano   (Monforte d'Alba, 6 de març de 1920 - Ciutat de Quebec, 28 de març de 2014) va ser un ciclista italià de naixement, però que el 7 d'octubre de 1947 es va nacionalitzar francès. Va ser professional entre 1944 i 1952. En el seu palmarès destaquen quatre victòries d'etapa en la Volta a Espanya de 1947.
Es va retirar el 1953 i el febrer de 1954 emigrà al Canadà, on va acabar obrint un restaurant francès on va treballar durant 28 anys. També treballà de taxista. El 28 de març de 2014 va patir una caiguda al seu jardí que li va causar un important traumatisme cranial. Va morir poques hores després d'aquest accident.

## Palmarès
- 1945
  - Vencedor d'una etapa al Circuit de l'Indre

- 1947
  - 1r al Circuit boussaquin
  - Vencedor de 4 etapes a la Volta a Espanya

### Resultats a la Volta a Espanya
- 1947. 8è de la classificació general. Vencedor de 4 etapes
- 1948. Abandona (11a etapa)